# Argentinska revolucija
Argentinska revolucija (šp. Revolución Argentina) bilo je ime koje su njene vođe dale vojnom udaru kojim je svrgnuta vlada Argentine u junu 1966. i čime je započeo period vojne diktature hunte od tada do 1973. godine.

## Argentinska revolucijai „autoritarno-birokratska država“
Državnim udarom iz juna 1966. postavljen je general Huan Karlos Onganija kao de fakto predsednik, uz podršku nekoliko lidera Generalne laburističke konfederacije (CGT), uključujući generalnog sekretara Avgusta Vandora.
Usledila je serija predsednika koje je postavila vojska i sprovođenje liberalne ekonomske politike, koju su podržavale multinacionalne kompanije, udruženja poslodavaca, deo manje-više korumpiranih radničkih pokreta i štampa.
Dok su prethodni vojni udari imali za cilj uspostavljanje privremenih, tranzicionih hunti, Argentinska revolucija na čelu sa Onganijom imala je za cilj uspostavljanje novog političkog i društvenog poretka, suprotstavljenog liberalnoj demokratiji i komunizmu, koji bi oružanim snagama Argentine dao vodeću političku i ekonomska uloga. Politikolog Giljermo O'Donel nazvao je ovu vrstu režima „autoritarno-birokratskom državom“.

## Literatura
- Oscar R. Anzorena, Tiempo de violencia y utopía (1966-1976), Editorial Contrapunto, 1987